# Epimyrma africana
Epimyrma africana là một loài kiến thuộc họ Formicidae. Đây là loài đặc hữu của Algeria.